# 库尔塔兰城堡

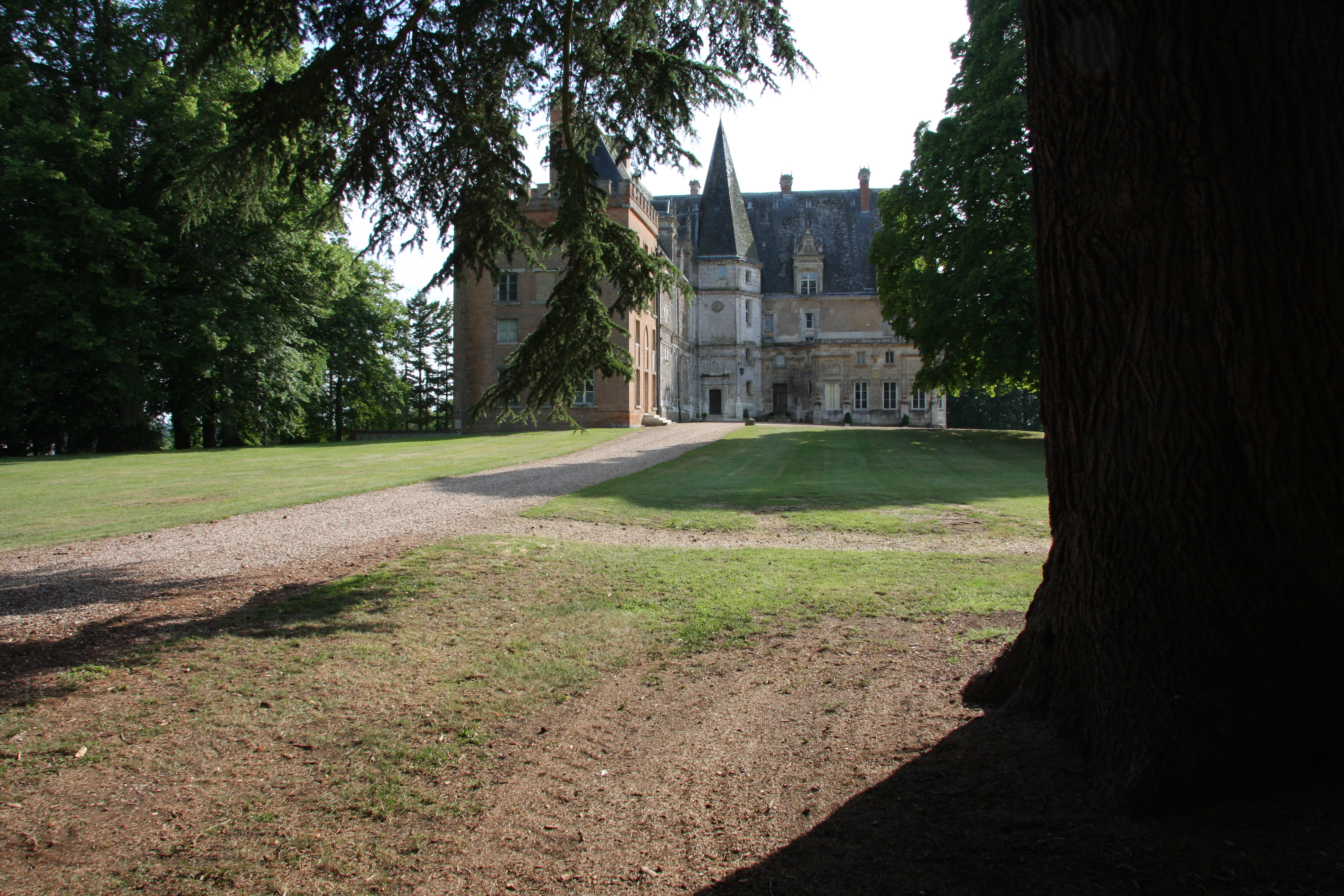

库尔塔兰城堡（Château de Courtalain）是一座15世纪法国城堡，位于中央-卢瓦尔河谷大区厄尔-卢瓦省西南部沙托丹区的市镇库尔塔兰（2017年合并成立阿鲁新市镇）。传统上为佩尔什和迪努瓦两地区的分界处，佩尔什地区自然公园的门口。

## 历史
这座城堡建于1483年，主人纪尧姆·达沃古（Guillaume d'Avaugour）是七星詩社成员，诗人让-安托万·德巴伊夫的姑父，也是皮埃尔·德·龙萨的朋友。

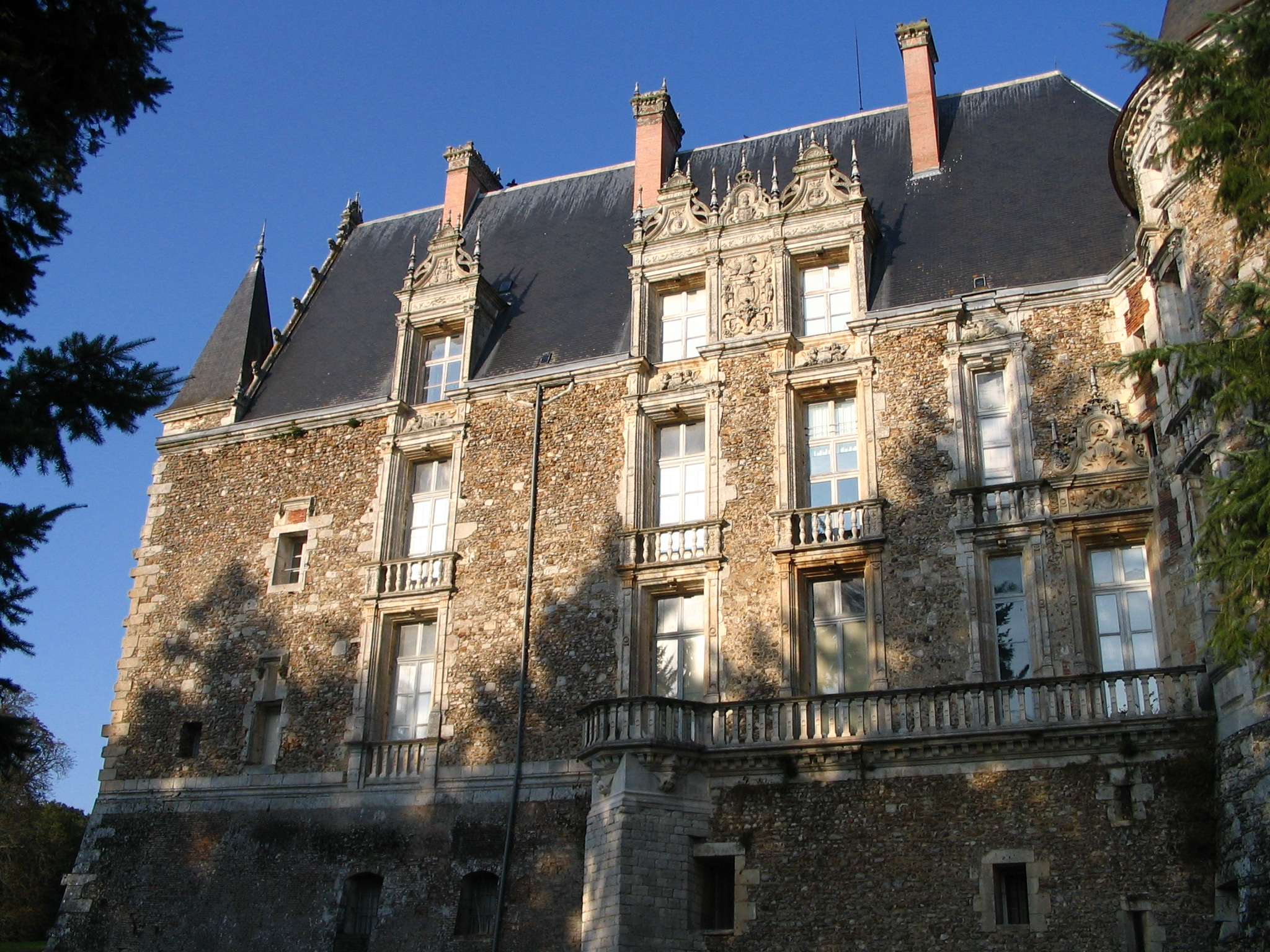
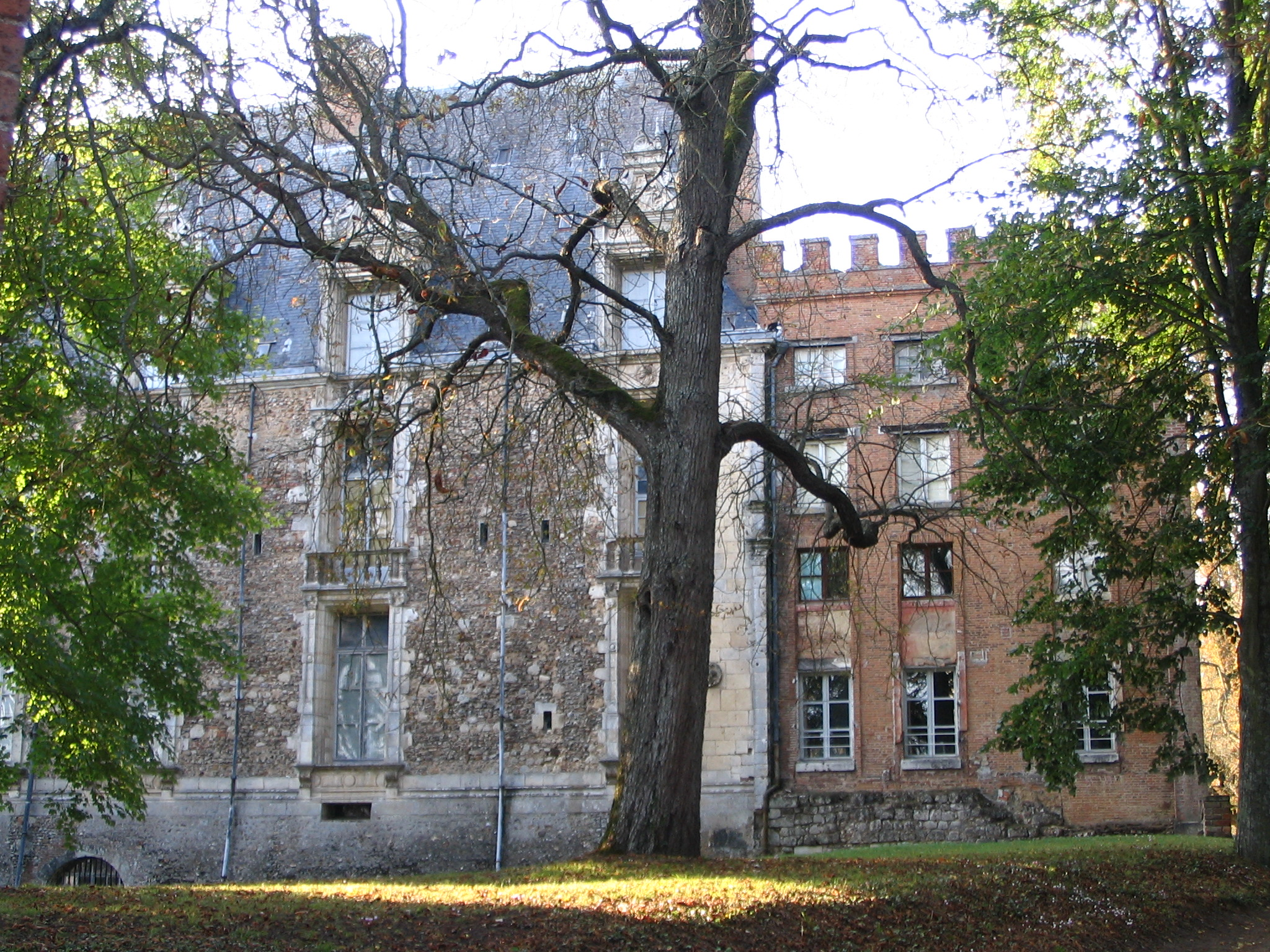
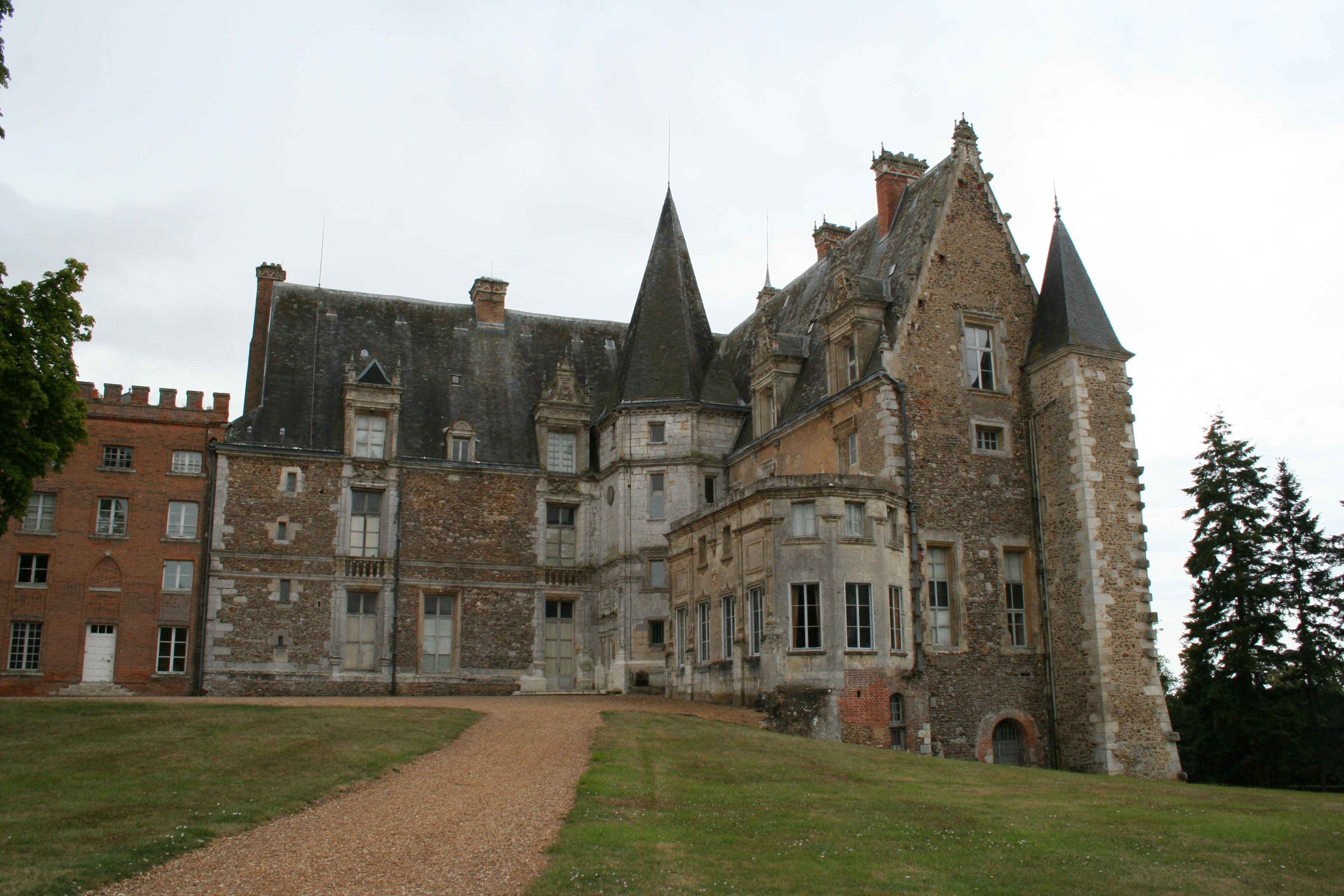
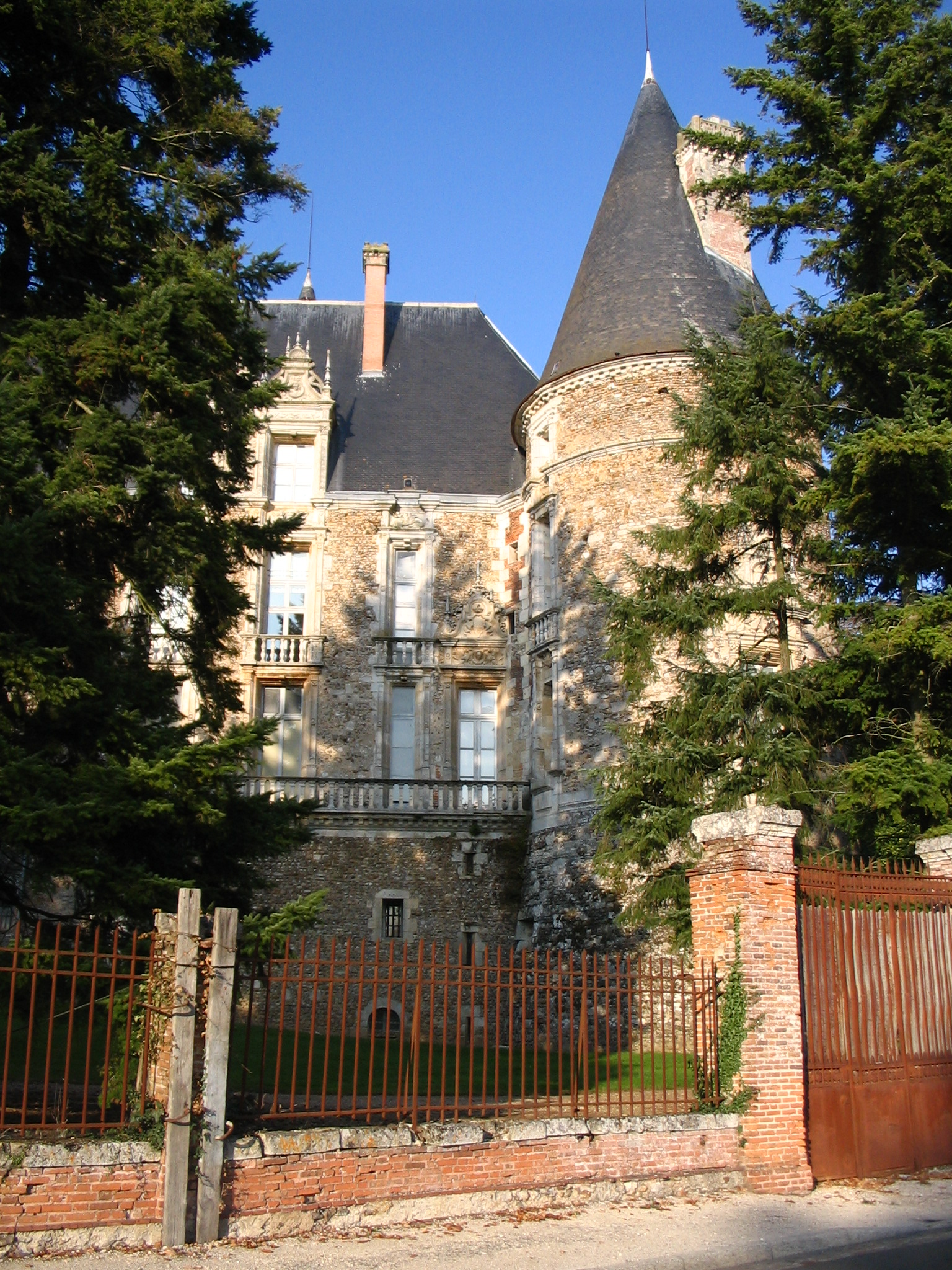
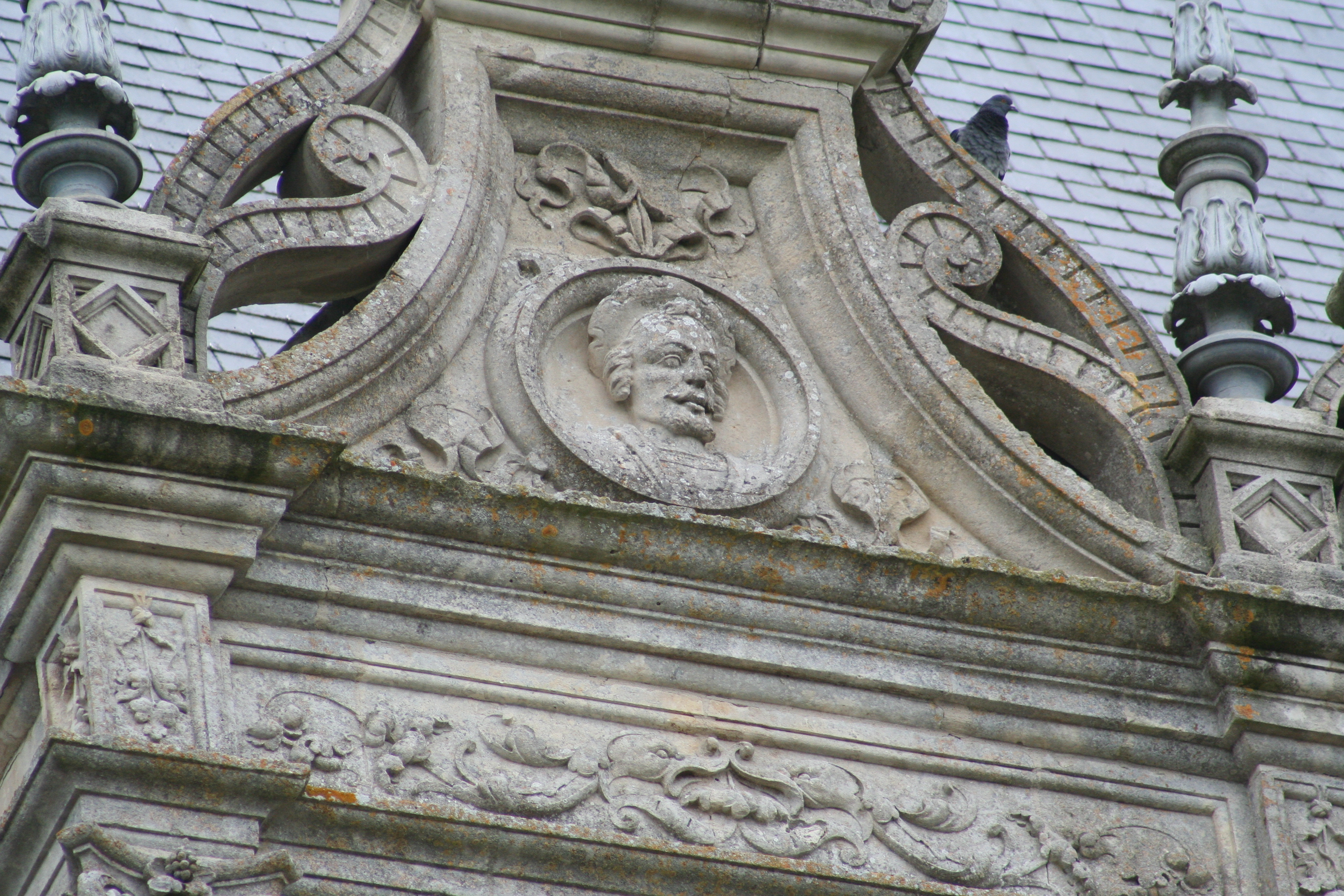
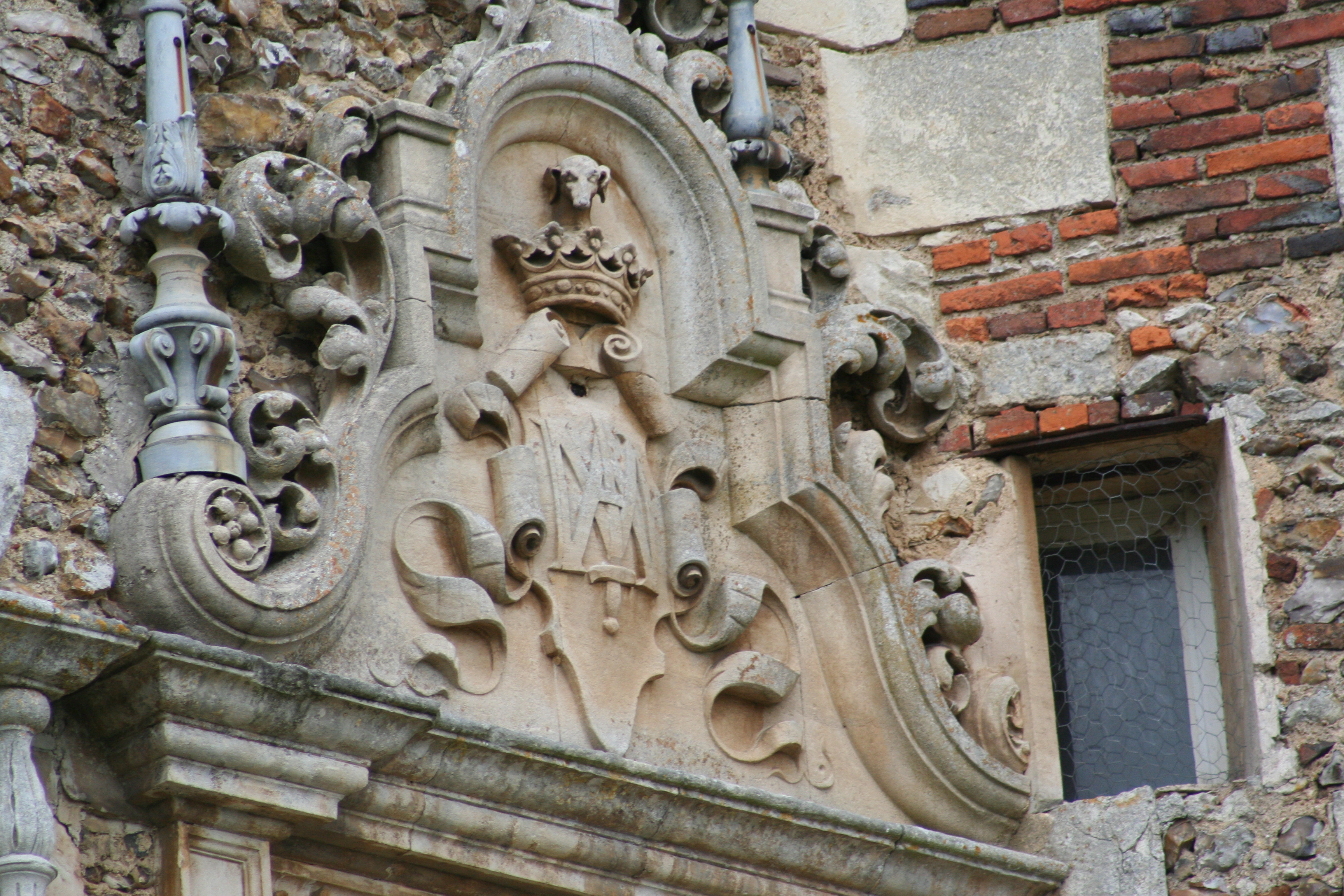
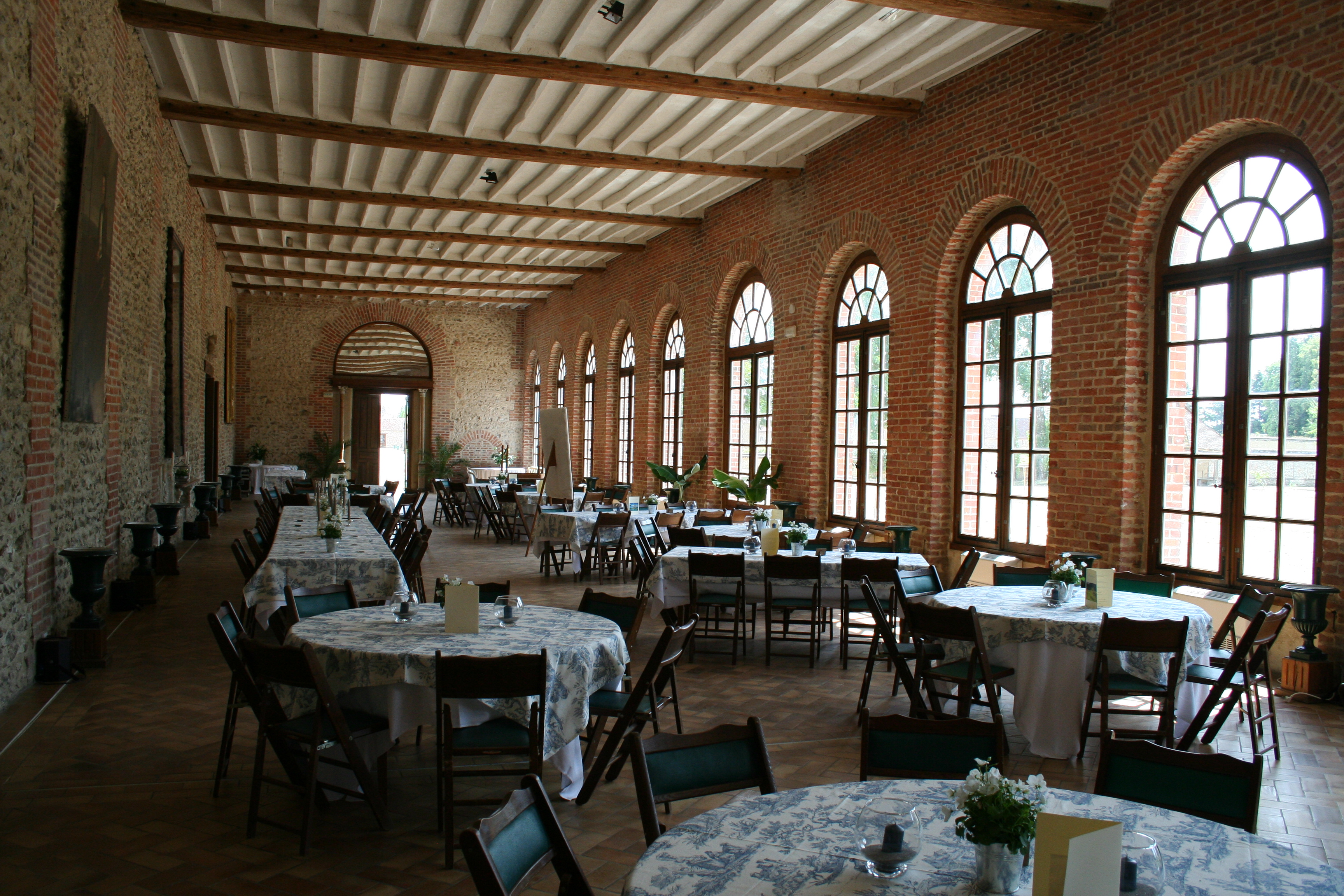
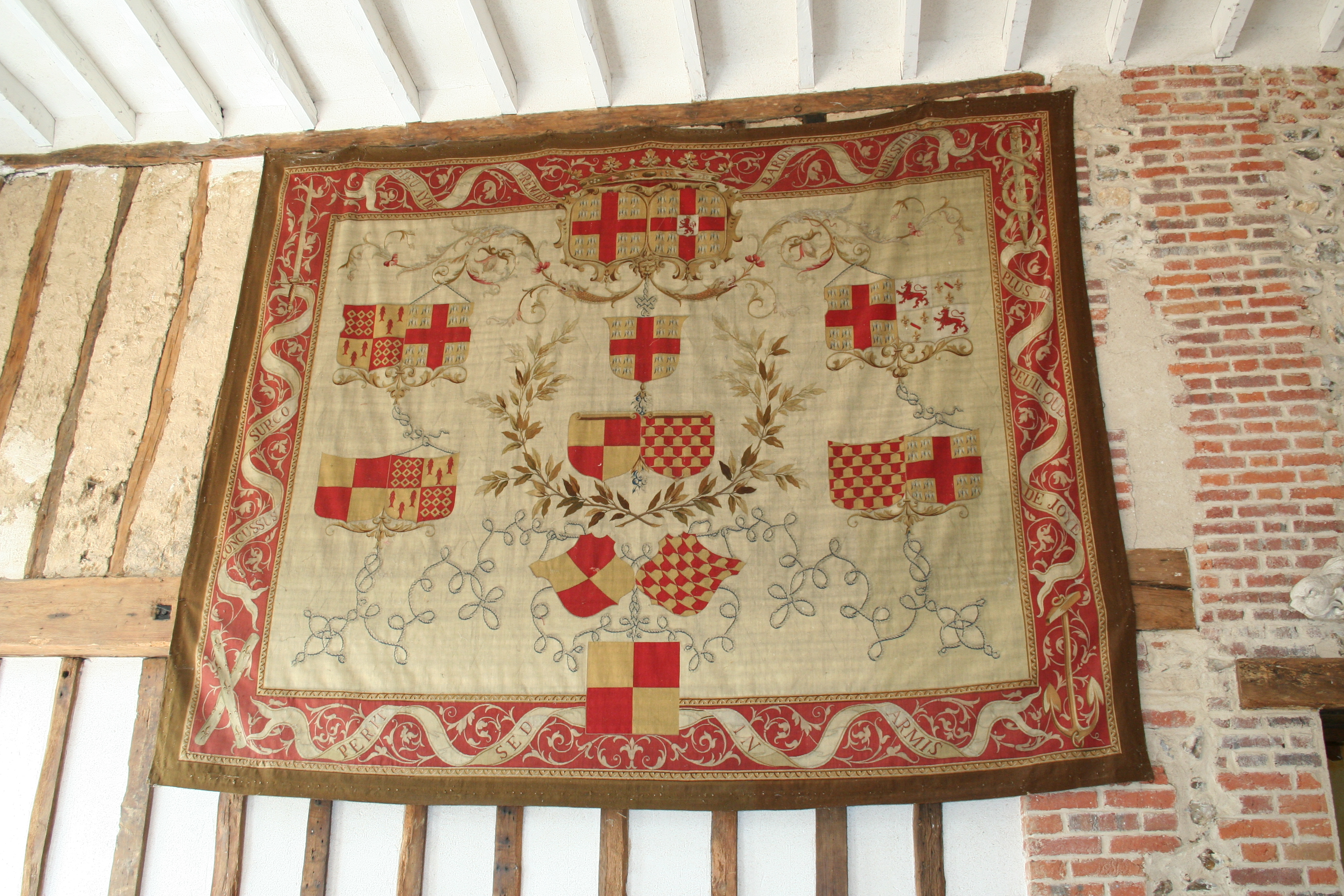

1926年，库尔塔兰城堡列为法国历史遗迹。